# Jakob Schorr von Hasel
Jakob Schorr (ab 1530 Schorr von Hasel) (* um 1484; † 14. April 1566 in Zweibrücken) war Kanzler im Herzogtum Zweibrücken.

## Leben
Jakob Schorr von Hasel entstammte dem im Herzogtum Zweibrücken ansässigen Adelsgeschlecht Schorr, das ursprünglich den Namen Schorren von Hasel und Hornbach führte. Er war der Sohn des Albrecht Schorr († 1530) und gilt als der eigentliche Ahnherr der Familie. Nach seinem Studium der Rechtswissenschaften und Alte Sprachen an der Friedrich-Schiller-Universität Jena war er zunächst im Heimatort Meisenheim bei seinem Vater beschäftigt, der dort seit 1493 als Landschreiber tätig war.
Er trat in den herzoglichen Dienst von Zweibrücken und wurde 1515 Landschreiber in der Guttenberger Gemeinschaft in der Südpfalz.
In dieser Funktion oblag ihm die Verwaltung der landesherrlichen Einkünfte und Güter.
Schorr beschäftigte sich intensiv mit den Schriften Martin Luthers und schloss sich der evangelischen Sache an. Diese hatte sich im Herzogtum Zweibrücken weit verbreitet, denn Pfalzgraf Ludwig II. hatte im April 1523 dem Reformator Johann Schwebel eine Zufluchtsstätte gegeben und ihm freies Tätigwerden ermöglicht.
Als Jahresanfang 1526 der Generalvikar von Speyer mehrere evangelische Prediger vor das geistliche Gericht zitierte, stand Schorr ihnen mit Rat zur Seite. Im März 1526 wurde Pfalzgraf Ludwig auf dem Reichstag zu Speyer vom Kaiser angemahnt, sich von den Lutheranern von ihrem Unglauben nicht beeinflussen zu lassen. Dadurch verunsichert, holte er von mehreren Gelehrten seines Gebietes – darunter neben Schwebel auch Schorr – ein Gutachten darüber ein, ob und inwieweit die lutherische Lehre mit der heiligen Schrift in Einklang steht. Schorr's Gutachten wurde noch 1526 veröffentlicht und trägt die Ueberschrift: „Radschlag vber den Lutherischen Handel, Dem Durchleuchtigen, Hochgebornen Fursten vnnd Herren, Herrn Ludwigen Pfaltzgrauen am Rheyn, Hertzogen jnn Beyern vnnd Grauen zu Veldenz etc. gemacht auff Speyerischem reychstage, durch seyner F. G. Landschreyber Guttenberger Gemeynschafft Jacob Schorren.“
Der Pfalzgraf war von den Ausführungen Schorr's zu den Lutherischen so angetan, dass er wieder entschieden für die Sache eintrat.
Am 13. Mai 1527 wurde Schorr zum persönlichen Geheimsekretär des Pfalzgrafen Ludwig II. und 1529 zum Kanzler ernannt, wobei er das volle Vertrauen des Pfalzgrafen bis zu dessen Tod am 5. Dezember 1532 genoss.
Ostern 1533 ließ er sich vom Kanzleramt unter der Bedingung entbinden, dass er der vormundschaftlichen Regierung des Pfalzgrafen Ruprecht auf Anforderung auch weiterhin als „Rath von Haus aus“ zur Verfügung steht. Ruprechts Neffe Wolfgang, der eigentliche Nachfolger seines Vaters Ludwig, stand unter seiner Vormundschaft.
1534 sollte Schorr im Auftrage Ruprechts ein Gutachten über die Frage, ob gegen Konkubinate von Priestern zwangsweise einzuschreiten sei, anfertigen. Er sprach sich für ein vorsichtiges Vorgehen aus, während Johann Schwebel und andere Straßburger Theologen sich für ein Einschreiten aussprachen. So erließ der Pfalzgraf den Befehl, dass im Konkubinat lebende Priester entweder sich verehelichen oder das Land verlassen müssten.
1536 unterstützte er den Herzog von Pfalz-Zweibrücken bei der Einführung einer neuen Gerichtsordnung und kehrte im Mai 1540, nach Schwebel's Tod, aus dem außerordentlichen Dienst des Herzogs wieder in den regelmäßigen zurück und blieb bis zu dessen Tod im Jahre 1568 im Amt des herzoglichen Rats.
1541 war er maßgeblich an der Ausarbeitung des Disibodenberger Vertrages, der die Erbfolge im Herzogtum regelte, beteiligt.
Auch an der Gestaltung des Marburger Vertrages im Jahre 1542 hatte Schorr maßgeblichen Anteil.
Er nahm als Gesandter am Reichstag zu Speyer 1542 und Reichstag zu Nürnberg 1543 teil.
1548 begleitete er Herzog Wolfgang zum Reichstag zu Augsburg.
Danach zog er sich aus Altersgründen von den auswärtigen Geschäften zurück.
Er stand zu jeder Zeit im höchsten Ansehen bei seinem Landesherrn.
Schorr von Hasel fand seine letzte Ruhestätte in der Alexanderskirche Zweibrücken.